# Famille von Klopmann
Pour les articles homonymes, voir Klopmann.
Cette page explique l’histoire ou répertorie les différents membres de la famille Klopmann.
Klopmann est le patronyme d'une ancienne famille de la noblesse germano-balte.

## Histoire
La famille Klopmann est originaire de Westphalie et remonte Otto von Klopmann qui s'installe en Livonie à la fin du XVe siècle. Certains de leurs membres, à l'instar de son fils  Heinrich von Klopmann (1509) sous le maître Walter de Plettenberg, devinrent vassaux de l'ordre teutonique en Livonie, donnant naissance à la branche courlandaise des Klopmann inscrite en 1620 au sein de la chevalerie de Courlande. Les représentants de cette famille sont aussi inscrits dans noblesse des chevaliers estoniens. En 1853, le sénat russe confirme le titre de baron de Courlande tout en élevant la famille à la dignité de baron russe.

## Membres notables
- Georg Friedrich von Klopmann (1680-1733) , seigneur de Vircava, capitaine de Selburg (Selpils).
- Adam Friedrich von Klopmann (1746-1777), seigneur de Vircava, commandant en chef de Selburg.
- baron Magnus Carl Reinhold von Klopmann (1800-1878), héritier des domaines de Alt- et Neu-Lassen (1834), superviseur de l'église de Selburg, maréchal du district (1848-58). Chevalier de l'Ordre de Saint-Jean.
- Johann Ernst von Klopmann (de) (1725-1786), magistrat, conseiller principal (Oberrat (de)) de Courlande, chancelier (1763-1776) puis Landhofmeister (de) (premier ministre) du duché de Courlande (1776-1786). Chevalier de l'ordre de l'Aigle blanc, de l'ordre de Saint-Stanislas et commandeur de l'ordre de Sainte-Anne (1765).
- baron Friedrich von Klopmann (de) (1787-1856), avocat, homme de lettre et homme politique. Historien, généalogiste, membre honoraire de la bibliothèque nationale russe, il fut aussi Landmarschall (de) de Courlande en 1834, soit le président du parlement et le représentant de la chevalerie de Courlande. Président du consistoire luthérien de Courlande (1842). Seigneur de  Kalkuhnen (Kalkūni).
- baron Ewald von Klopmann (1734-1804), avocat, diplomate et homme d'État de Courlande, il est un compagnon puis le chambellan et le maréchal de la cour (1772, 1783-1784) du duc de Courlande et le chef de son état-major. En tant qu'ambassadeur ducal, il se rend à plusieurs reprises à Saint-Pétersburg et dans différents états allemands, essayant notamment en vain de trouver une seconde épouse pour le veuf duc Pierre.
- Raphael Laurentius von Klopmann (1742-1809), adjudant-général (1763) du Grand Hetman de Lituanie Massalski. Grand-père du suivant.
- baron Edward von Klopmann (pl) (1801-1878), ingénieur fluvial et des ponts-et-chaussées, il étudia en Pologne, à Paris, aux Pays-Bas et en Angleterre. Il est nommé ingénieur en chef de Varsovie en 1840. Très actif au sein de la paroisse évangélique de Varsovie, il fut notamment le conservateur de l'Hôpital évangélique de Varsovie.

## Sources
- Encyclopédie Brockhaus et Efron, Saint-Pétersburg, 1890-1907
- N. Neporozhnev: Listes des familles et des personnes nobles de l'Empire russe, Saint-Pétersburg, 1892
- Deutschbaltisches biographisches Lexikon 1710–1960, Commission historique de la Baltique, Olaf Welding, Erik Amburger et Georg von Krusenstjern, Ed. Wilhelm Lenz. Böhlau, Köln/Vienne, 1970   (ISBN 3-412-42670-9). ,
- Genealogisches Handbuch des Adels
- E. Bar. Klopmann, Familien-Chronik c. K. 1740-1800
- Archives nationales d'Estonie (en), Archives généalogiques - Saaga EAA.1674.2.110:1